# Gemantar (Selogiri)
Gemantar is een bestuurslaag in het regentschap Wonogiri van de provincie Midden-Java, Indonesië. Gemantar telt 2565 inwoners (volkstelling 2010).